# Ангр
Ангр (фр. Angres) — коммуна во Франции, регион О-де-Франс, департамент Па-де-Кале, округ Ланс, кантон Бюлли-ле-Мин. Расположена в 4 км к юго-западу от Ланса, в 1 км от автомагистрали А26 «Англия».
Население (2018) — 4 613 человек.

## Достопримечательности
- Церковь Святых Кирика и Иулитты, восстановленная после полного разрушения в 1931 году в стиле неоренессанс.

## Экономика
Структура занятости населения:
- сельское хозяйство — 0,9 %
- промышленность — 4,4 %
- строительство — 7,9 %
- торговля, транспорт и сфера услуг — 53,6 %
- государственные и муниципальные службы — 33,2 %

Уровень безработицы (2017) — 17,3 % (Франция в целом — 13,4 %, департамент Па-де-Кале — 17,2 %). 

Среднегодовой доход на 1 человека, евро (2017) — 19 370 (Франция в целом — 21 110, департамент Па-де-Кале — 18 610).

## Демография
Динамика численности населения, чел.

## Администрация
Пост мэра Ангра с 1992 года занимает Мариз Роже-Купен (Maryse Roger-Coupin). На муниципальных выборах 2020 года возглавляемый ею список коммунистов был единственным.
| Период | Период | Фамилия          | Партия                  | Примечания        |
| ------ | ------ | ---------------- | ----------------------- | ----------------- |
| 1971   | 1973   | Эсташ Лобо       | Коммунистическая партия |                   |
| 1973   | 1992   | Андре Замора     | Коммунистическая партия | школьный психолог |
| 1992   |        | Мариз Роже-Купен | Коммунистическая партия | учительница       |